# کلاس آرنولدسون

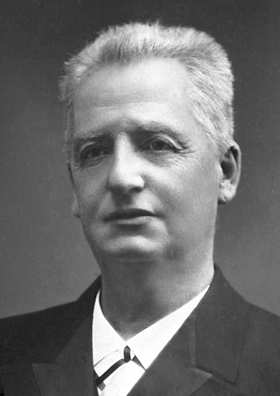

کلاس آرنولدسون (۲۷ اکتبر ۱۸۴۴–۲۰ فوریه ۱۹۱۶) نویسنده، روزنامه‌نگار، سیاستمدار و فعال صلح‌طلب متعهد اهل سوئد و برنده جایزه صلح نوبل سال ۱۹۰۸ بود.او این جایزه را مشترکاً با فردریک باجر یکی از اعضای بنیاد انجمن صلح و آرای سوئد و عضو پارلمان و دبیر دوم ۱۸۸۲–۱۸۸۷ دریافت کردند.